# Pinstriping

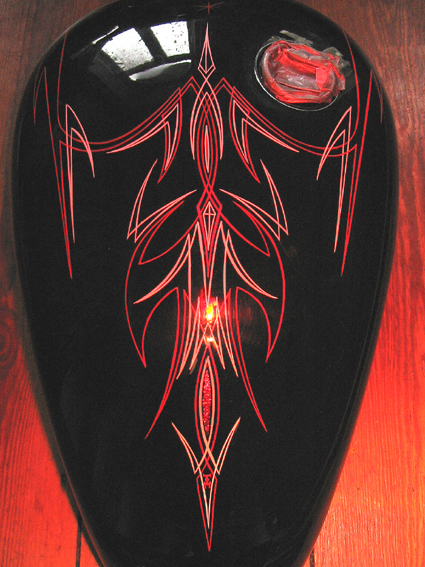
Pin striping sur une moto réservoir de carburant.

Le Pin striping (pinstriping) consiste à appliquer une très fine ligne (filets) de peinture ou autre matériau appelé pin stripe. Elle est généralement utilisée pour la décoration. Les filets à main levée utilisent une brosse spéciale appelée trainard. Les lignes fines dans les textiles sont également appelées des pinstripes.
Les mécaniciens automobiles, les magasins de motos et des bricoleurs utilisent des bandes de pinstripe pour créer leur propre décors sur les carrosseries et leurs pièces.

## Motos
On peut souvent voir du Pinstriping sur des motos personnalisées, telles que celles construites par Choppers Inc., Indian Larry et West Coast Choppers. Les artistes Kenny Howard (alias Von Dutch) et Dean Jeffries, Dennis "Gibb" Gibbish, Ed "Big Daddy" Roth ont été les premiers à utiliser le pinstriping pour les motos. Ces artistes sont considérés comme les pionniers de la Kustom Kulture apparu au début des années 50 et sont largement reconnus comme les "concepteurs du pin striping moderne" . La société Royal Enfield applique toujours une méthode manuelle de filet sur certains réservoirs de moto .

## Automobiles
Dans le secteur de la carrosserie automobile, les pin stripes sont une mince pellicule de vinyle ou de la peinture. Les versions adhésives sont collées directement sur la surface peinte selon le motif souhaité, tandis que les versions peintes sont réalisées par des artistes chevronnés avec des brosses en forme de «sabre». La peinture utilisée par la grande majorité des stripers est une peinture émail pour lettrage fabriquée par 1 Shot, bien que des sociétés telles que House of Kolor et, plus récemment, Kustom Shop produisent également des produits de traçage à base d'uréthane.
L'objectif de pin striping est d’améliorer les courbes de la surface et les lignes ont généralement une couleur complémentaire. Dans toute autre forme de pin stripes décoratifs, l’objectif est le même. De plus, et par coïncidence, il peut aider à masquer des défauts à la surface tels que des égratignures ou des imperfections.
Le Pin stripe est également appliqué aux motos, vélos, semi-remorques, bateaux et planches de surf. Il est traditionnellement associé à un lettrage à main levée et, dans une moindre mesure, à une signalisation. L'âge des ordinateurs et des décalcomanies en vinyle a permis de saper la base de la fabrication de l'enseigne traditionnelle et, partant, celle du pinstriper traditionnel.
Alors que des stripers tels que Lyle Fisk, Von Dutch (Kenny Howard) et Ed "Big Daddy" Roth sont peut-être les premiers pratiquants du pin striping "moderne", nombre de ces premiers citent Tommy "The Greek" Hrones et Dean Jeffries comme leurs influences majeures.
Il existe d'innombrables artistes peintre qui perpétuent la tradition, non seulement aux États-Unis, mais également dans le monde entier : The Doc à Compton, Preacher (Peter McDermott) à San Antonio au Texas, Steve Kafka en Arizona, Alton Gillespie à Fort Worth, Texas, Victor Alan Johnson Blairstown, New Jersey, Cliff Anderson, Minneapolis, Minnesota, Gator dans le Tennessee, Bandit One Arm en Nouvelle-Angleterre, Anthony White en Floride, SCORCH Pinstriping (Daniel Lee) à Bakersfield en Californie (Kustom Drink Paint), Don Q Studios à Orange County en Californie, MWM de Hot Rod Surf à San Diego, Brando à Chicago, Tommy "Itchy" Otis à Los Angeles, Californie, Don "Spiderman" Fite de Portland, Oregon et Herb Martinez pour en nommer quelques-uns des stripers américains. Tramp Warner au Canada… Nefarious, Neil Melliard et Tootall Paul au Royaume-Uni, Tom Plate en Allemagne, Simon Watts en Australie, Makoto au Japon et Eduardo Bignami au Brésil montrent que le pin striping est devenu une forme d'art mondial. En plus de cela, Mark Court de Rolls-Royce Motor Cars continue de peindre à la main la "coachline" des voitures de cette société.
La méthode de "tirer les lignes", utilisé par les stripers actuels a peu changé depuis les années '50. Un débutant peut commencer avec rien de plus que le striper lame et un peu de peinture émail 1 Shot. Bien que certains magasins d'art comme JC Hertz Studio dans l'Iowa ou Curlys Pinstriping en Californie, ont combiné l'infographie pour améliorer le commerce. Le "Beugler" est une version mécanique du pinceau en épée qui est utile en production.
Mack fabrique toujours des brosses de la même manière que quand Andrew Mack a lancé la société, bien que leur gamme de produits comprenne plus que des pinceaux lames. Des stripers tels que Steve Kafka et Mr J ont conçu des brosses adaptées à leurs styles de striping; les pinceaux Kafka facilitent la tâche des motifs tourbillonnants et compliqués, qui constituent le style caractéristique de Kafka, et les pinceaux de J's Xcaliber ont des poils plus courts que le Mack traditionnel, ce qui les rend plus adaptés aux débutants.

## Lecture recommandée
- Fraser, Craig. Pinstriping Maîtrise des Techniques, des Astuces et des F/X pour la Pose de la Ligne
- Johnson, Alan. Comment Pinstripe (Motorbooks Atelier)
- Martinez, Herb. Pinstripe de la Planète: les ridules parmi les Meilleurs au Monde (Korero)
- Martinez, Herb. Herbe Martinez Guide du Pinstriping
- Nash, Le. Pinstripe Planète III (Korero)
- Mehran, Mark W. Basic Hot Rod Pinstriping Avec Les Techniques De Hot Rod De Surf